# 央川かこ
央川 かこ（おうかわ かこ、1994年7月17日 - ）は、日本の女性モデル、レースクイーン。兵庫県神戸市出身。スリーライズ所属（AVAN Promotionと業務提携）。愛称は「かこ様」。

## 来歴
2017年8月19日 - 20日に富士スピードウェイで行われた『ブランパンGTシリーズ・アジア』で「VSRレースクイーン」として月中秋実と共にスポット参加。これが自身最初のレースクイーン活動となった。同年9月4日にヤクルトホールで行われた『TOP MODEL COLLECTION 2017』ではエステプロ・ラボ賞を受賞する。

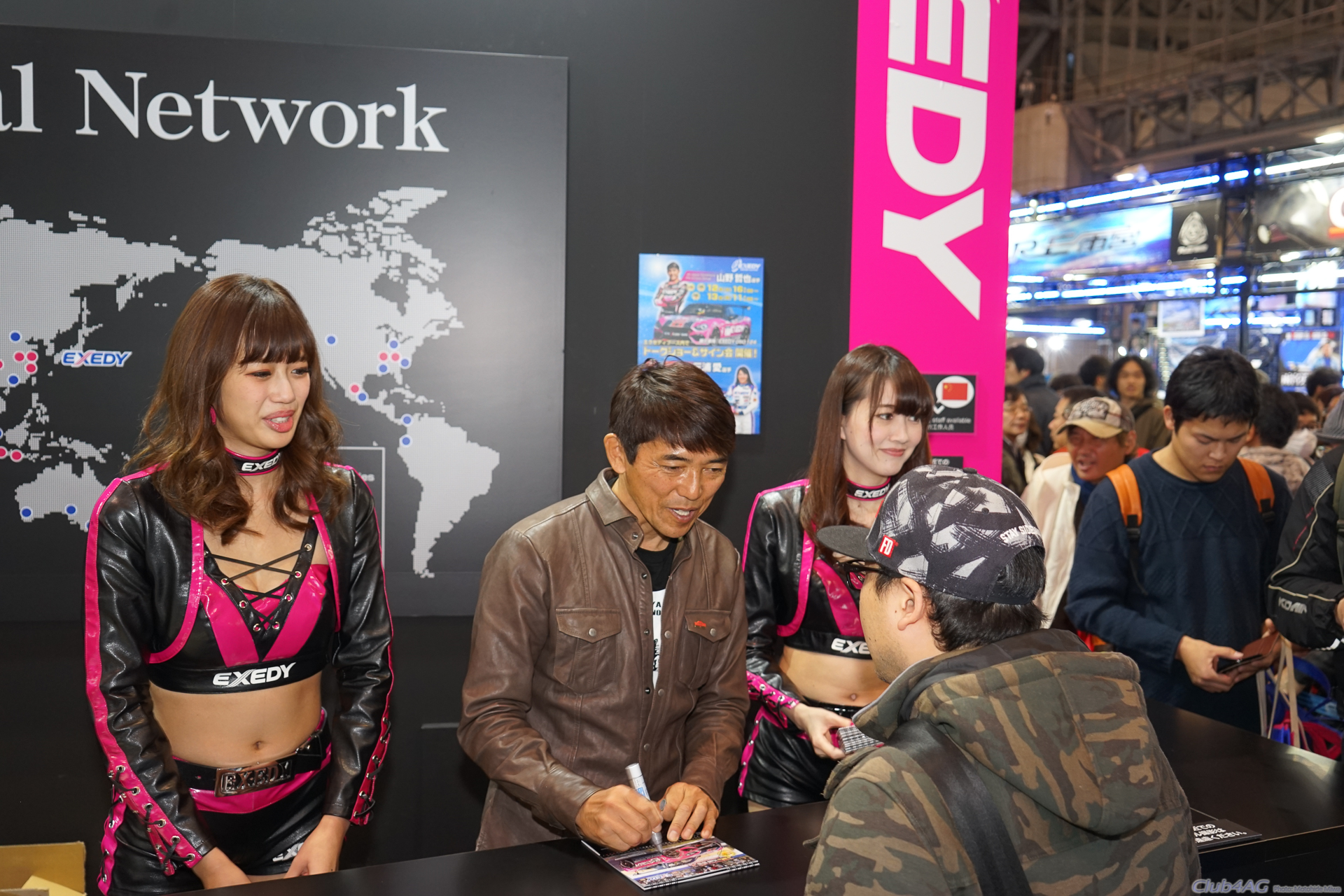
東京オートサロン2019のEXEDYブースにて。写真左から央川、山野哲也、瀬谷ひかる。

2017年10月の東京モーターショーおよび、2018年1月の東京オートサロンでEXEDYブースのコンパニオンを務めたのを機に、『EXEDY RACING GIRLS』として2018年のSUPER GTレースクイーンに就任。翌2019年も『EXEDY RACING GIRLS』として全日本ロードレース選手権のRQを務める一方、SUPER GT『LEON RACING LADY』としても活動。同年にはミス・ジャパン東京大会で審査員特別賞を受賞している。
2020年、羽瀬萌から引き継ぐ形で『auサーキットクイーン』に就任。近藤みやびと3年連続でコンビを組んだ。近藤とは「ファーストガレージ」のイメージモデルでも共働しており、レジェンドカーシリーズ等のイベントにも出演している。
2021年、スーパー耐久シリーズに参戦するMP Racungの「MPエンジェル」に就任。2022年シーズンまで2年間務めた。また、二輪総合誌「RIDERS CLUB」主催の走行会イベント『ライディングパーティー』のイメージガールを担当。同年7月22日のツインリンクもてぎ大会では、スリーライズの設立15周年記念撮影会も行われた。
2023年、引き続き『auサーキットクイーン』に就任。同年就任した辻門アネラと2024年シーズンも2年連続でコンビを組んでいる。2023年からはスーパー耐久TEAM ZEROONEでラフィーネレディとして活動しており、辻門アネラとはラフィーネレディでもチームメイトである。
2025年1月11日、日本レースクイーン大賞から大会名を変更した『レースアンバサダーアワード2024』にて大賞5名の中に入った他、メディバンネップリ賞も受賞。

## 人物
- 趣味は散歩、ヘアアレンジ、早食い[1]。
- 好きなアニメは『名探偵コナン』。怪盗キッドを溺愛している[ブログ 6]。
- 子どものころは『美少女戦士セーラームーン』のセーラーヴィーナス（愛野美奈子）に憧れていた[5]。
- 宝塚歌劇団で活躍する親戚がいたことから、自身も宝塚音楽学校へ入学。しかし好きになれず1年で退学している[15]。
- TOP MODEL COLLECTIONの受賞を機にファスティングカウンセラーの資格を取得[ブログ 7]。ほかに秘書検定の資格を保有している[1]。
- 2020年ごろにへそピアスを開けている。
- クールに見えるが笑いのツボは浅い。

## 受賞歴
| 年月日         | 賞                                      | 結果               | 出典         | 動画 |
| -------------- | --------------------------------------- | ------------------ | ------------ | --- |
| 2015年11月28日 | ミス・ユニバース・ジャパン 2016沖縄大会 | 3位                | [ 16 ]       | 2016ミス・ユニバース・ジャパン沖縄 大会ダイジェスト - YouTube                                                              |
| 2017年9月4日   | TOP MODEL COLLECTION 2017               | エステプロ・ラボ賞 | [ ブログ 4 ] | トップモデルコレクション2017ファイナリスト「央川かこ」 - YouTube トップモデルコレクション2017 公開オーディション - YouTube |
| 2019年6月3日   | ミス・ジャパン2019東京大会              | 審査員特別賞       | [ ブログ 5 ] | |

## 活動

### レースクイーン
| 年     | カテゴリー                                           | チーム名                                   | 他メンバー                                                                                        |
| ------ | ---------------------------------------------------- | ------------------------------------------ | ------------------------------------------------------------------------------------------------- |
| 2017年 | ブランパンGTシリーズ・アジア Rd.4 富士スピードウェイ | VSRレースクイーン                          | 月中秋実                                                                                          |
| 2018年 | SUPER GT                                             | LEXUS ZENT CERUMO 「EXEDY RACING GIRLS」   | 藤宮あかり                                                                                        |
| 2018年 | 鈴鹿8時間耐久ロードレース                            | NCXX Racing レースクイーン                 | 星野奏、今井えり、根本美里                                                                        |
| 2019年 | ZIC 700km耐久レース                                  | ASIA RACING TEAM レースクイーン            | 竹本ちえ、星野奏                                                                                  |
| 2019年 | SUPER GT                                             | LEON RACING LADY                           | 南真琴、青山明日香、新谷桐子                                                                      |
| 2019年 | 全日本ロードレース選手権                             | EXEDY RACING GIRLS                         | 有馬綾香、有村優花、安藤まい                                                                      |
| 2019年 | 鈴鹿8時間耐久ロードレース                            | Zaif NCXX Racing レースクイーン            | 星野奏、安藤まい、浜嶋りな、桐生萌子、 葵井えりか、加藤恵里奈、泰河愛                             |
| 2020年 | SUPER GT                                             | TGR TEAM au TOM'S 「auサーキットクイーン」 | 近藤みやび                                                                                        |
| 2020年 | レジェンドカーシリーズ                               | 「ファーストガレージ」イメージガール       | 近藤みやび                                                                                        |
| 2021年 | SUPER GT                                             | TGR TEAM au TOM'S 「auサーキットクイーン」 | 近藤みやび                                                                                        |
| 2021年 | スーパー耐久                                         | MP Racing「MPエンジェル」                  | 南真琴、青山明日香                                                                                |
| 2022年 | SUPER GT                                             | TGR TEAM au TOM'S 「auサーキットクイーン」 | 近藤みやび                                                                                        |
| 2022年 | スーパー耐久                                         | MP Racing「MPエンジェル」                  | 南真琴                                                                                            |
| 2023年 | SUPER GT                                             | TGR TEAM au TOM'S 「auサーキットクイーン」 | 辻門アネラ                                                                                        |
| 2023年 | スーパー耐久                                         | TEAM ZEROONE「raffinée Lady」              | 藤井マリー、相沢菜々子、広瀬晏夕、辻門アネラ、さかいゆりや、一ノ瀬のこ、一之瀬優香、RiO、高橋紫微 |
| 2024年 | SUPER GT                                             | TGR TEAM au TOM'S 「auサーキットクイーン」 | 辻門アネラ                                                                                        |
| 2024年 | スーパー耐久                                         | TEAM ZEROONE「raffinée Lady」              | RiO、広瀬晏夕、辻門アネラ、一ノ瀬のこ、一之瀬優香、佐々木美乃里、林れむ                           |
| 2025年 | SUPER GT                                             | TGR TEAM au TOM'S 「auサーキットクイーン」 | 辻門アネラ                                                                                        |
| 2025年 | スーパー耐久                                         | TEAM ZEROONE「raffinée Lady」              | RiO、広瀬晏夕、佐々木美乃里、日南まみ、林れむ、石垣果蓮、森谷花香                                 |

### ラウンドガール
- SHOOT BOXINGラウンドガール「SHOOT GIRLS」（2017年11月[注 4] - 2021年現在[28]）
- RIZIN FIGHTING WORLD GRAND-PRIX 2017 Final ROUND（2017年12月31日、さいたまスーパーアリーナ）[ブログ 9]

### CM
- GMOコイン（2021年） - スギちゃん、近藤みやび、林紗久羅、宮本りおと共演[動画 2]

### ドラマ
- おいハンサム!! 最終話（2022年2月26日、東海テレビ・フジテレビ） - 合コン参加者 役[29]

### イベント出演
2017年
- YAMAHA スターミーティング（9月3日、富士見高原スキー場） - 葉月リナと共演[30]
- YAMAHA VMAXオーナーズミーティング（9月16日、ホテルアンビエント蓼科） - 葉月リナと共演[31]
- 東京ゲームショウ SEGA「SHADOW OF WAR」ブースモデル[ブログ 10]
- 危機管理産業展「Crystal Valley」ブースMC（10月11日 -13日、東京ビッグサイト）[ブログ 11]
- 東京モーターショー　EXEDYブースコンパニオン[注 5]

2018年
- 東京オートサロン EXEDYブースコンパニオン [4]
- ジャパンインターナショナルボートショー2018（3月8日 - 11日、パシフィコ横浜） 
清瀬まち、日吉晶羅[注 6]他と共にステージショーのモデルとして出演[ブログ 13]
- C3AFA TOKYO SANKYOブースコンパニオン[32]
- 東京ゲームショウ KEY WESTブースコンパニオン[注 7]
- CEATEC JAPAN TEコネクティビティブースコンパニオン[注 8]

2019年
- 東京オートサロン EXEDYブースコンパニオン[2]
- ジャパンインターナショナルボートショー 水着モデル（3月7日 - 10日、パシフィコ横浜）[35]
- 東京ゲームショウ KEY WESTブースコンパニオン[36]
- CEATEC JAPAN TEコネクティビティブースコンパニオン[37]

2021年
- NSR YOKOHAMA AUTO SHOW 2021「ファーストガレージ」ブースモデル（6月6日、横浜赤レンガ倉庫） - 近藤みやび、安田七奈と共演[10]